# Filipe I Filadelfo
Filipe I Filadelfo foi um membro da dinastia selêucida e rei da Síria.

## Família
Filipe I Filadelfo era filho de Antíoco VIII Gripo, tinha um irmão gêmeo chamado Antíoco, e outro irmão, Seleuco VI Epifânio Nicátor.
Sua mãe era Trifena, filha de Ptolemeu VIII Evérgeta. Seu pai era filho de Demétrio II Nicátor e Cleópatra Teia.
Seu pai, rei da Síria, havia sido derrotado por Antíoco IX de Cízico, meio-irmão de Antíoco VIII, por ser filho de Cleópatra Teia e Antíoco VII Sideta; Demétrio I Sóter era o pai de Demétrio II Nicátor  e Antíoco VII Sideta.
Seleuco VI Epifânio Nicátor, filho de Antíoco VIII, derrotou seu tio Antíoco IX e tomou o trono, mas ele era violento e tirânico, e foi queimado até a morte no ginásio de Mopso (Mopsuéstia), cidade da Cilícia. Segundo Eusébio de Cesareia, Seleuco VI fugiu para Mopsuéstia na Cilícia, e, quando viu que os cidadãos o reconheceram e queriam queimá-lo vivo, cometeu suicídio. Segundo Flávio Josefo, a fuga e morte de Seleuco VI ocorreram depois que Antíoco X Pio o depôs.

## Guerra contra Antíoco X Eusébio Pio
O sucessor de Seleuco VI foi Antíoco X Eusébio, filho de Antíoco IX Gripo. Mas os dois irmãos de Seleuco, Filipe I Filadelfo e Antíoco, gêmeos, reuniram um exército, capturaram a cidade de Mopsuéstia e a destruíram. Antíoco, irmão de Seleuco, morreu quando caiu com seu cavalo no Rio Orontes e foi levado pela correnteza, e Filipe, irmão de Seleuco e filho de Antíoco Gripo, continuou a luta contra Antíoco X Eusébio, o filho de Antíoco de Cízico. Filipe colocou o diadema sobre a própria cabeça, mas Ptolemeu Látiro chamou seu quarto irmão, Demétrio III Filopátor, e o colocou como rei de Damasco.
No início do terceiro ano da 171a olimpíada, Filipe, filho de Gripo e Antíoco, filho de Antíoco de Cízico, lutaram em uma batalha pelo controle da Síria, já que cada um controlava uma parte. Antíoco foi derrotado, e fugiu para os partos; em seguida, ele se rendeu a Pompeu, esperando recuperar a Síria. De acordo com Flávio Josefo, Antíoco X Pio morreu em luta, pois ele ajudou a Laódice, rainha dos Gileaditas, que estava lutando contra os partas.

## Guerra contra Demétrio III Filopátor
Com a morte de Antíoco X Pio, a Síria ficou divida entre Filipe e seu irmão Demétrio.
Após sua campanha na Judeia, Demétrio cercou Filipe em Bereia, com dez mil soldados de infantaria e mil de cavalaria, mas Strato, tirano de Bereia e aliado de Filipe, chamou em seu auxílio Zizon, que governava as tribos árabes e Mitrídates Sinax, que governava os partas, que derrotaram Demétrio e o levaram como prisioneiro para Mitrídates, rei dos partas.
Filipe dirigiu-se a Antioquia, a capturou, e reinou sobre a Síria.

## Guerra contra Antíoco XII Dionísio
Antíoco XII Dionísio, irmão de Filipe, ambicionando o trono da Síria, tomou Damasco, e reinou nesta cidade. Quando Antíoco Dionísio foi lutar contra os árabes, Filipe retornou, e recebeu a cidade de Milesius. Milesius, assim que Filipe saiu de Damasco, entregou a cidade, de novo, para Antíoco Dionísio.
Antíoco Dionísio comandou uma expedição contra os judeus, atacando Alexandre com 8.000 soldados de infantaria e 800 de cavalaria; após haver passado pela Judeia, Antíoco Dionísio atacou Aretas, rei dos árabes, que inicialmente recuou, mas depois contra-atacou com 10.000 cavaleiros. Antíoco morreu nesta batalha.

## Deposição
Filipe foi deposto, e foi convidado pelos habitantes de Alexandria para governar o Egito, mas foi impedido por Aulo Gabínio, oficial de Pompeu e governador romano da Síria.